# マイ・ダイイング・ブライド
マイ・ダイイング・ブライド(My Dying Bride) は、1990年にイングランドのブラッドフォードで結成された、ゴシックメタル・ドゥームメタルを代表するバンド。
パラダイス・ロスト、アナセマと共に、ゴシックメタル黎明期の中心であった「ザ・ピースヴィル・スリー」(The Peaceville Three)の一角を成した。

## メンバー
- Aaron Stainthorpe - ヴォーカル (1990年-)
- Andrew Craighan - ギター (1990年-)
- Hamish Glencross - ギター (1999年-)
- Lena Abé - ベース (2007年-)
- Shaun Macgowan - キーボード、ヴァイオリン (2009年-)

セッション・メンバー
- Dan Mullins - ドラム (2007年-)

## ディスコグラフィ

### スタジオ・アルバム
- As the Flower Withers (1992)
- Turn Loose the Swans (1993)
- The Angel and the Dark River (1995)
- Like Gods of the Sun (1996)
- 34.788%...Complete (1998)
- The Light at the End of the World (1999)
- The Dreadful Hours (2001)
- Songs of Darkness, Words of Light (2004)
- A Line of Deathless Kings (2006)
- For Lies I Sire (2009)
- A Map of All Our Failures (2012)
- Feel the Misery (2015)
- The Ghost of Orion (2020)
- A Mortal Binding (2024)

### ライヴ・アルバム
- The Voice of the Wretched (2002)
- An Ode to Woe (2008)